# جيمي نيل (ممثل)
جيمي نيل (بالإنجليزية: Jimmy Nail)‏ هو مغني وكاتب سيناريو ومغن ومؤلف وكاتب سير ذاتية وملحن وممثل بريطاني، ولد في 16 مارس 1954 في المملكة المتحدة.

## أعمال

### أفلام
- (1996) إيفيتا[6][7][8]

## وصلات خارجية
- جيمي نيل على موقع IMDb (الإنجليزية)
- جيمي نيل على موقع ألو سيني (الفرنسية)
- جيمي نيل على موقع ميوزك برينز (الإنجليزية)
- جيمي نيل على موقع أول موفي (الإنجليزية)
- جيمي نيل على موقع قاعدة بيانات برودواي على الإنترنت (الإنجليزية)
- جيمي نيل على موقع قاعدة بيانات الأفلام السويدية (السويدية)
- جيمي نيل على موقع أول ميوزيك (الإنجليزية)
- جيمي نيل على موقع ديسكوغز (الإنجليزية)
- جيمي نيل على موقع قاعدة بيانات الفيلم (الإنجليزية)
- جيمي نيل على موقع كينوبويسك (الروسية)